# Classification et caractéristiques des munitions dans l'armée suisse
 (mars 2025).
Si vous disposez d'ouvrages ou d'articles de référence ou si vous connaissez des sites web de qualité traitant du thème abordé ici, merci de compléter l'article en donnant les références utiles à sa vérifiabilité et en les liant à la section « Notes et références ».

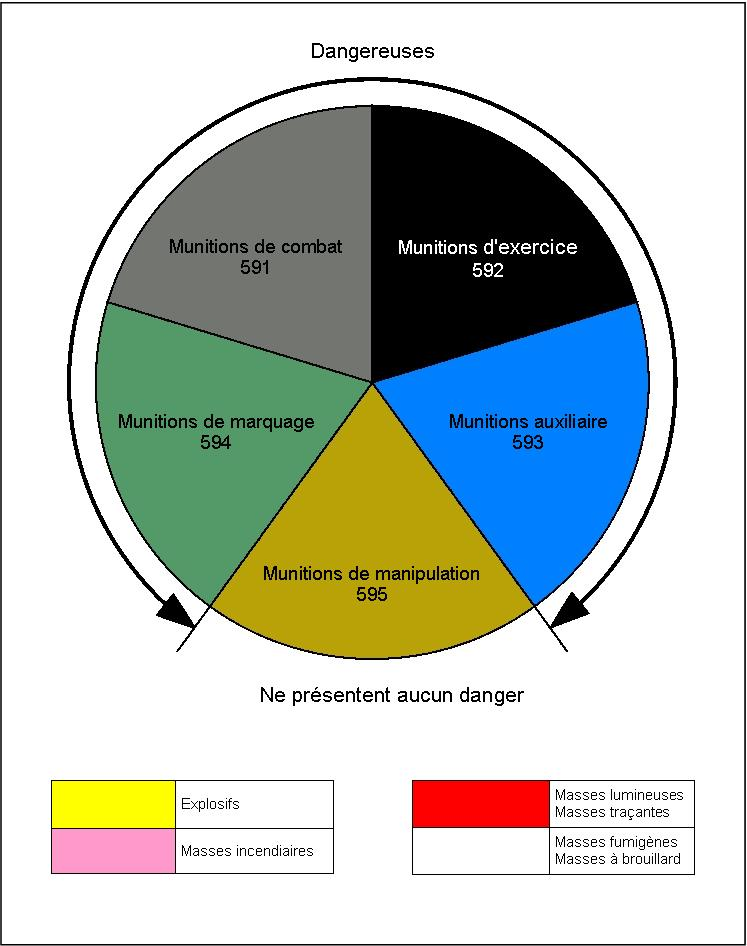
Couleurs distinctives des cinq groupes de munitions

Dans l'Armée suisse on distingue 5 groupes de munitions. Elles sont classées selon leur utilisation et le degré de danger qu'elles présentent.

## Munitions de combat
- Numéro indicatif sur l'étiquette : 591
- Couleur distinctive : Gris
- Caractéristiques:

Munitions pour l'anéantissement et la destruction de buts ennemis.
Pour le marquage de buts et la production de brouillard artificiel sur ceux-ci.
- Remarque:

Sur ordre, les munitions de combat peuvent être utilisées pour l'instruction.

## Munitions d'exercice
- Numéro indicatif sur l'étiquette : 592
- Couleur distinctive : Noir
- Caractéristiques:

Aussi semblables que possible aux munitions de combat correspondantes, mais avec efficacité réduite, éventuellement d'effet, de calibre et de trajectoire différents.
- Remarque:

À manipuler avec la même prudence que les munitions de combat. La couleur auxiliaire jaune signifie: charge explosive (réduite pour munitions explosives d'exercice).

## Munitions auxiliaires
- Numéro indicatif sur l'étiquette : 593
- Couleur distinctive : Bleu
- Caractéristiques:

Munitions contenant des substances pyrotechniques, utilisées pour la signalisation.
L'éclairage, la formation de brouillard sur nos propres lignes, etc., ne pouvant être tirées par des armes ou appareils de tir contre des buts ennemis.
Munitions auxiliaires telles que: cartouches de démarrage de siège éjectable, de thermomètre et d'abattage de bétail, bougies «croix blanches». etc.
- Remarque:

Les couleurs de la fumée et des toiles sont indiquées par un signe de la couleur respective sur les emballages et sur les étiquettes des munitions de signalisation et pyrotechniques.

## Munitions de marquage
- Numéro indicatif sur l'étiquette : 594
- Couleur distinctive : Vert
- Caractéristiques:

Munitions destinées au marquage des sources de feu amies et ennemies et des moyens de combat.
- Remarque:

Grand danger d'accident. Observer strictement les prescriptions de sécurité.
À manipuler avec la même prudence que les munitions de combat.

## Munitions de manipulation
- Numéro indicatif sur l'étiquette : 595
- Couleur distinctive : Brun
- Caractéristiques:

Simulacres de munitions reproduisant les munitions de combat utilisées pour la manipulation formelle, pour l'instruction et l'exercice du soutien et de l'évacuation des munitions.
Ces munitions ne contiennent aucune matière active et sont totalement inertes.
- Remarque:

La couleur de base des munitions est en général la même que celle du groupe dont elles font partie. Exceptionnellement, seuls des anneaux de cette couleur sont apposés sur les projectiles de couleur naturelle.

## Couleurs complémentaires
- Couleurs complémentaires apposées sur les munitions :

des explosifs : jaune
de la matière incendiaire : rose
de la matière lumineuse : rouge
de la matière fumigène ou nébulogène : blanc
Les munitions d'exercice ou auxiliaires peuvent porter des couleurs complémentaires pour prévenir toute confusion avec des munitions d'une autre classe (par exemple grenades d'exercice 58 pour fusil Fass 57). 